# 彭城貞徳
彭城 貞徳（さかき ていとく、安政5年2月11日（1858年3月25日） - 昭和14年（1939年）1月4日）は明治時代から昭和時代にかけての洋画家、石版画家。

## 略歴
安政5年（1858年）に長崎に唐通事の家に生まれた。本名は森元貞徳。10代目唐通事になるべく教育をうけたが、明治維新によりその役目は終焉となる。明治5年（1872年）に上京、高橋由一に師事して洋画を学んだ。明治9年（1876年）に工部美術学校に入学。アントニオ・フォンタネージに師事した後、一時、玄々堂において石版製作に従った。明治26年（1893年）から明治33年（1900年）、アメリカ合衆国とヨーロッパに遊学、イギリスでは図案家として働いた。帰国後、鎮西学院などにおいて教え、画塾を開いた。晩年は家業の海産問屋に戻った。代表作に「和洋合奏之図」が挙げられる。昭和14年（1939年）、82歳で没す。

## 作品
- 「和洋合奏之図」 油彩・キャンバス 長崎県美術館所蔵
- 「富士山之図」 油彩・キャンバス 長崎県美術館所蔵
- 「九十九島・月夜の景」 油彩・板 長崎県美術館所蔵